# Alexander Michailowitsch Sibirjakow

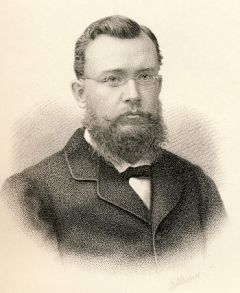
Alexander Michailowitsch Sibirjakow

Alexander Michailowitsch Sibirjakow (russisch Александр Михайлович Сибиряков; * 26.jul. / 8. Oktober 1849greg. in Irkutsk; † 2. November 1933 in Nizza) war ein russischer Mäzen und Forschungsreisender. Er ist eine der bekanntesten Persönlichkeiten des Hauses Sibirjakow.

## Leben
Sibirjakow wuchs in Sibirien auf, wo sein Vater Michail Sibirjakow (1815–1874) Goldgrubenbesitzer war. Nach dem Studium in Zürich kehrte er in seine Heimat zurück, um chemische Fabriken zu errichten, was sich jedoch als nicht lohnend herausstellte. Als er 1875 hörte, das der Schwede Adolf Erik Nordenskiöld eine Reise zum Jenissei plante, stellte er diesem 25.000 Rubel zur Verfügung. Für Nordenskiölds spätere Expedition mit dem Schiff Vega übernahm Sibirjakow ein Drittel der Kosten, wobei er allein den Dampfer Lena ausrüstete, der der Vega bis zum Fluss Lena folgte. Als das Schicksal der Vegaexpedition zeitweise ungewiss war, ließ Sibirjakow das Schiff A. E. Nordenskiöld bauen, das jedoch vor Japan sank.
Sibirjakow versuchte sich auch selbst als Forschungsreisender, indem er 1880 mit dem Schiff Oscar Dickson zum Jenissej aufbrach, aber dessen Mündung verpasste und in der westlich gelegenen Gydabucht zum Überwintern gezwungen war. Mit Hilfe von Samojeden erreichte er nach 70 Tagen Fußmarsch am 29. Dezember desselben Jahres den Ort Obdorsk. Von dort aus schickte er eine Hilfsexpedition zum eingeschlossenen Schiff, das jedoch im folgenden Frühjahr sank.
Auch später unterstützte er mehrere Unternehmungen zur Untersuchung der sibirischen Verkehrswege, wie die Erforschung der Tschuktschenhalbinsel und 1883 eine Reise zum Fluss Angara. 1884 untersuchte er selbst die Möglichkeit einer Verbindung der Flüsse Petschora und Ob über den Ural.
Am 17. August 1885 gründete er die Angarsk-Reederei (heute: Ostsibirien-Reederei) für die Organisation des Schleppverkehrs entlang der Angara zur Festung Bratsk sowie 1894 die Amur-Gesellschaft für Schifffahrt und Handel.
Seine zahlreichen Aufsätze über sibirische Verkehrswege und Naturverhältnisse wurden auch in deutschen geografischen Zeitschriften veröffentlicht.
Nach Alexander Sibirjakow wurden die Sibirjakow-Insel in der Karasee benannt. Dem sowjetischen Eisbrecher Alexander Sibirjakow gelang 1932 die erste nordöstliche Durchfahrt ohne Überwinterung.
Der Unternehmer, Bildhauer und Mäzen Konstantin Sibirjakow (1854–nach 1908) und der Unternehmer, Mäzen und spätere Mönch Innokenti Sibirjakow (1860–1901) waren Alexander Sibirjakows Brüder. Sein Vater Michail Alexandrowitsch Sibirjakow (1815–1874) war Goldindustrieller und Gründer der Stadt Bodaibo.